# Sarah Grey
Sarah Grey, född 19 maj 1996 i British Columbia, är en kanadensisk skådespelare. Hon är känd för sin roll som Alyssa Drake i Netflix-serien The Order.

## Filmografi (i urval)
- 2013 – Cinemanovels
- 2013 – Embrace of the Vampire
- 2014 – Almost Human (TV-serie)
- 2014 – Bates Motel (TV-serie)
- 2015 – The Wrong Girl
- 2015 – Liar, Liar, Vampire
- 2015 – A Mother's Instinct
- 2016 – iZombie (TV-serie)
- 2016 – Lucifer (TV-serie)
- 2016 – The Wedding March
- 2016 – Motive (TV-serie)
- 2016 – Wayward Pines (TV-serie)
- 2016–2017 – Legends of Tomorrow (TV-serie)
- 2016 – Mommy's Secret
- 2017 – Last Night in Suburbia
- 2017 – Power Rangers
- 2017 – Wedding March 2: Resorting to Love
- 2017 – Story of a Girl
- 2018 – Wedding March: Here Comes the Bride
- 2018 – Lethal Soccer Mom
- 2018 – When Calls the Heart (TV-serie)
- 2018 – Once Upon a Time (TV-serie)
- 2018 – Hailey Dean Mystery: A Marriage Made for Murder (TV-serie)
- 2018 – No One Would Tell
- 2019–2020 – The Order (TV-serie)
- 2021 – The Secret Lives of College Freshmen
- 2022 – Hello, Goodbye, and Everything in Between
- 2022 – The Accused
- 2022 – What's Under the Bed? with Dax (TV-serie)